# Ein Geschäft mit Träumen
Ein Geschäft mit Träumen ist eine kurze Erzählung von Ingeborg Bachmann, die am 3. November 1952 vom NWDR Hannover für den Hörfunk aufgenommen wurde. Zeitlich nach der Erzählung hat die Autorin das gleichnamige Hörspiel geschrieben, das inhaltlich ähnlich ist. Es wurde am 28. Februar 1952 von Rot-Weiß-Rot Wien gesendet.

## Inhalt

### Handlung
Der anonyme Ich-Erzähler, ein penibler, verschüchterter Angestellter, der seinem Vorgesetzten alles recht machen möchte, schlendert nach Dienstschluss durch die Innenstadt. Er mustert die Auslagen in einem Schaufenster und betritt den zugehörigen Laden. Vom Verkäufer wird er tiefer in den Ramschladen hineingeschoben und bleibt vor einem Ständer, der mit kleinen Paketen belegt ist, stehen. In jedem Paket wird ein Traum zum Verkauf angeboten. Zur Vorführung muss der Laden verdunkelt werden. Der Erzähler schaut sich ein paar Träume an und will den kaufen, in dem Anna von einem großen schwarzen Vogel bedroht wird. Anna hat sich im wirklichen Leben vor einiger Zeit vom Erzähler getrennt.
Träume werden in dem Laden nicht mit Geld, sondern mit Zeit bezahlt. Der Erzähler hat keine Zeit und lässt sich das Paket mit dem Vogeltraum zurücklegen.
Als der Erzähler nach Tagen des Zögerns das Traumpaket doch endlich käuflich erwerben möchte, existiert der Ramschladen überhaupt nicht mehr. Der Erzähler erkrankt und muss einige Wochen das Bett hüten. Als er wieder aufstehen kann, wird er von seinem Vorgesetzten gekündigt. Nun hat er sehr viel Zeit.

## Rezeption
Schneider bemängelt die parabelartige Form und weist auf die „Kapitalismuskritik“ hin. Ingeborg Bachmann tadele auch Hollywood, das den Zuschauer um ein Stück Lebenszeit betrüge.
Es könnte sein, Ingeborg Bachmann habe Träume für beachtenswert gehalten, wenn sie in ihrem Gedicht „Toter Hafen“ schreibt: „Aus den Träumen wird das Gold gewaschen“.

### Textausgaben
Erstveröffentlichung und verwendete Ausgabe
- Christine Koschel (Hrsg.), Inge von Weidenbaum (Hrsg.), Clemens Münster (Hrsg.): Ingeborg Bachmann. Werke. Zweiter Band: Erzählungen. 609 Seiten. Piper, München 1978 (5. Aufl. 1993), ISBN 3-492-11702-3, S. 41–47

### Sekundärliteratur
- Christine Koschel (Hrsg.), Inge von Weidenbaum (Hrsg.), Clemens Münster (Hrsg.): Ingeborg Bachmann. Werke. Erster Band: Gedichte. Hörspiele. Libretti. Übersetzungen. 683 Seiten. Piper, München 1978 (5. Aufl. 1993), ISBN 3-492-11701-5
- Kurt Bartsch: Ingeborg Bachmann. Metzler, Stuttgart 1997 (2. Aufl., Sammlung Metzler. Band 242). ISBN 3-476-12242-5
- Monika Albrecht (Hrsg.), Dirk Göttsche (Hrsg.): Bachmann-Handbuch. Leben – Werk – Wirkung. Metzler, Stuttgart 2002. ISBN 3-476-01810-5
- Christine Steinhoff: Ingeborg Bachmanns Poetologie des Traumes. Königshausen & Neumann, Würzburg 2008. ISBN 978-3-8260-3862-4